# Villa Noailles
La villa Noailles, construida en 1923 en Hyères (departamento de Var, Francia), es obra del arquitecto Robert Mallet-Stevens. 
Encargada por el vizconde Charles de Noailles y su esposa Marie-Laure Bischoffsheim, mecenas y amigos de grandes figuras del arte moderno, como Man Ray, la villa es una de las primeras construcciones francesas de estilo moderno.
Es representativa de los principios del movimiento racionalista, por su búsqueda de una máxima luminosidad, la funcionalidad de la vivienda y su economía decorativa.
Para su construcción y su decoración se recurrió a los artistas más reconocidos de la época: Mondrian, Francis Jourdain, etc. Fue expandida sucesivamente hasta 1933, alcanzando los 1800 m², con piscina, pista de squash y gimnasio privados. Alzada sobre la colina del viejo castillo que domina la ciudad de Hyères, la villa incluye también un gran jardín mediterráneo, plantado inicialmente por el vizconde de Noailles.
El trabajo de construcción se inició en 1924 y se prologó diez años. Durante este tiempo fue lugar de experimentación de nuevas tendencias en materia de decoración y mobiliario.
Man Ray filmó allí en 1928 su primer film Les Mystères du Château de Dé, el cual dedicó a la vizcondesa de Noailles.
Adquirida por el municipio en 1973 e inscrita en 1975 y 1987 entre los monumentos históricos franceses, la villa ha sido restaurada en varias etapas para transformarse en un centro de arte y arquitectura en 1996 (exposiciones temporales de arte contemporáneo: artes plásticas, arquitectura, diseño, fotografía o moda).
En manos de la Communauté d'agglomération Toulon Provence Méditerranée desde septiembre de 2003, sigue acogiendo exposiciones. Cada año se organiza en ella el Festival international des Arts de la Mode (FIAMH). En 2006 tuvo lugar la primera edición de DesignPARADE, un festival internacional de diseño.